# Saša Lukić
Saša Lukić (ur. 13 sierpnia 1996 w Šabacu) – serbski piłkarz, występujący na pozycji pomocnika w klubie angielskim klubie Fulham oraz w reprezentacji Serbii. Uczestnik Mistrzostw Świata 2022.